# Deborah Tannen
Deborah F. Tannen (Nova York, 1945) é um linguista estadunidense, professora na Universidade de Georgetown desde 1979. É especialmente conhecida por seu livro You Just Don't Understand: Women and Men in Conversation, que trata de diferenças de gênero em estilos comunicativos e ficou na lista de mais vendidos do New York Times por quase quatro anos.